# Melgar
Melgar è un comune della Colombia nel dipartimento di Tolima.
L'abitato venne fondato da un gruppo di missionari domenicani nel 1720.